# هيبون (مدينة)
هيبون، الاسم القديم لمدينة عنابة، تقع في شمال شرق الجزائر. كانت مدينة فينيقية وجزء مهم من مقاطعة أفريكا. حاليا ولاية عنابة.

## تاريخ

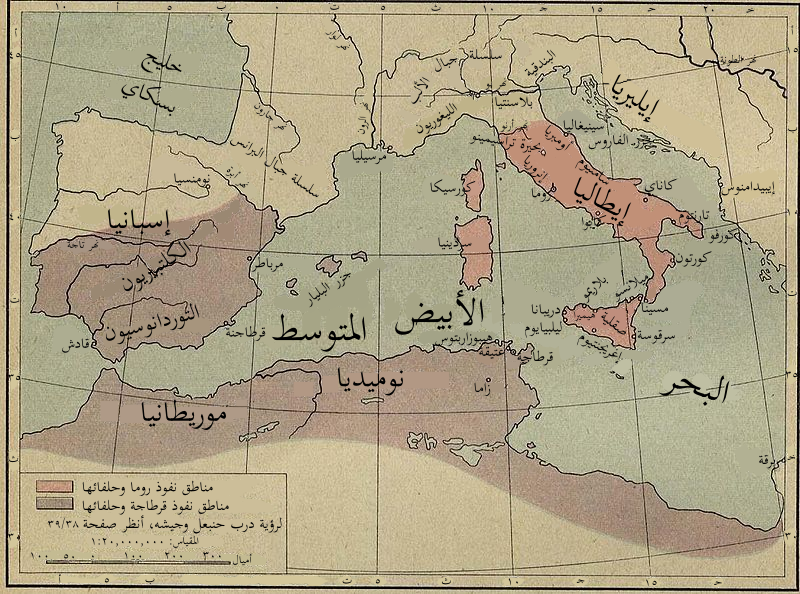
موقع المدن البونيقية في مقاطعة أفريكا.

قبل أن تصبح عنابة، الاسم الذي اختير من طرف خير الدين بربروس الذي حكم في عام 1522 والذي أطلق عليها اسم عنابة لكثرة فاكهة العناب فيها، كان هيبون الاسم الفينيقي لمدينة عنابة، وتأسست في الأصل كمدينة فينيقية على يد الفنيقيين حوالي القرن 12 ق م، سميت «هيبون» نسبة للخليج الذي كانت تقع عليه، الذي عرف باسم «هيبونينسيس رجبان» وسميت في الفترة الرومانية «هيبوريجيوس».
كانت تضم محطة تجارية فينيقية في القرن 11 ق م، مدينة بونيقية مزدهرة متحالفة مع قرطاج، ثم مدينة نوميدية لماسينيسا في القرن 3 ق م. قبل الهزيمة في 46 ق م، يوبا الأول المتحالف مع بومبيوس الكبير لم يستطبع ضمها إلى مقاطعة أفريكا، التي أنشأها يوليوس قيصر. عرفت هيبون الثروة والبهاء. وكانت واحدة من المدن الكبرى في مقاطعة أفريكا وأغنى سوق في افريقيا الرومانية.
حسب المؤرخ الفرنسي فرنسوا دوكريه françois decret قرطاجة إمبراطورية البحر الذي ترجمه الاستاذ السوري يوسف شلب الشام تحت عنوان قرطاجة الحضارة والتاريخ يقول فيه عن تغيير اسمهم من الكنعانيين إلى الفينيقيين، بعد ستة قرون من خراب قرطاجة لم ينس المستوطنون الأفريقيون ذو الاصل الفينيقي - أو الذين اعتبروا انفسهم كذلك لم ينسوا الاسم الأول الذي اعطاه لانفسهم اجدادهم البعيدون والذي يذكرهم عندما ينطقونه بلغتهم الخاصة بارضهم الاصلية الام حيث كتب القديس اوغسطين تقول: وهكذا إذا سألتم فلاحينا من انتم سيجيبونكم بلغتهم البونية (الفينيقية): نحن كنعانيون. 

وهذا ما يفسر عشق الجزائريين غير الطبيعي لشعوب بلاد الشام وخاصة فلسطين ومن هنا نفهم أنه هجرة اسلافنا عرب بنو كنعان كانت بقوة إلى عنابة وشمال أفريقيا وهذا ما ذكره ساليستوس الروماني الذي عاش في القرن الأول ما قبل الميلاد وغيره بالإضافة لو كانوا أقلية نفترض ذلك حسب ما يروجه الآخرين في اعلامهم المغيب عن الحقيقة علميا فمن المستحيل أن الاقلية تصبح لغتهم يتكلم بها أغلبية سكان شمال أفريقيا هذا لا يقبله عقل.

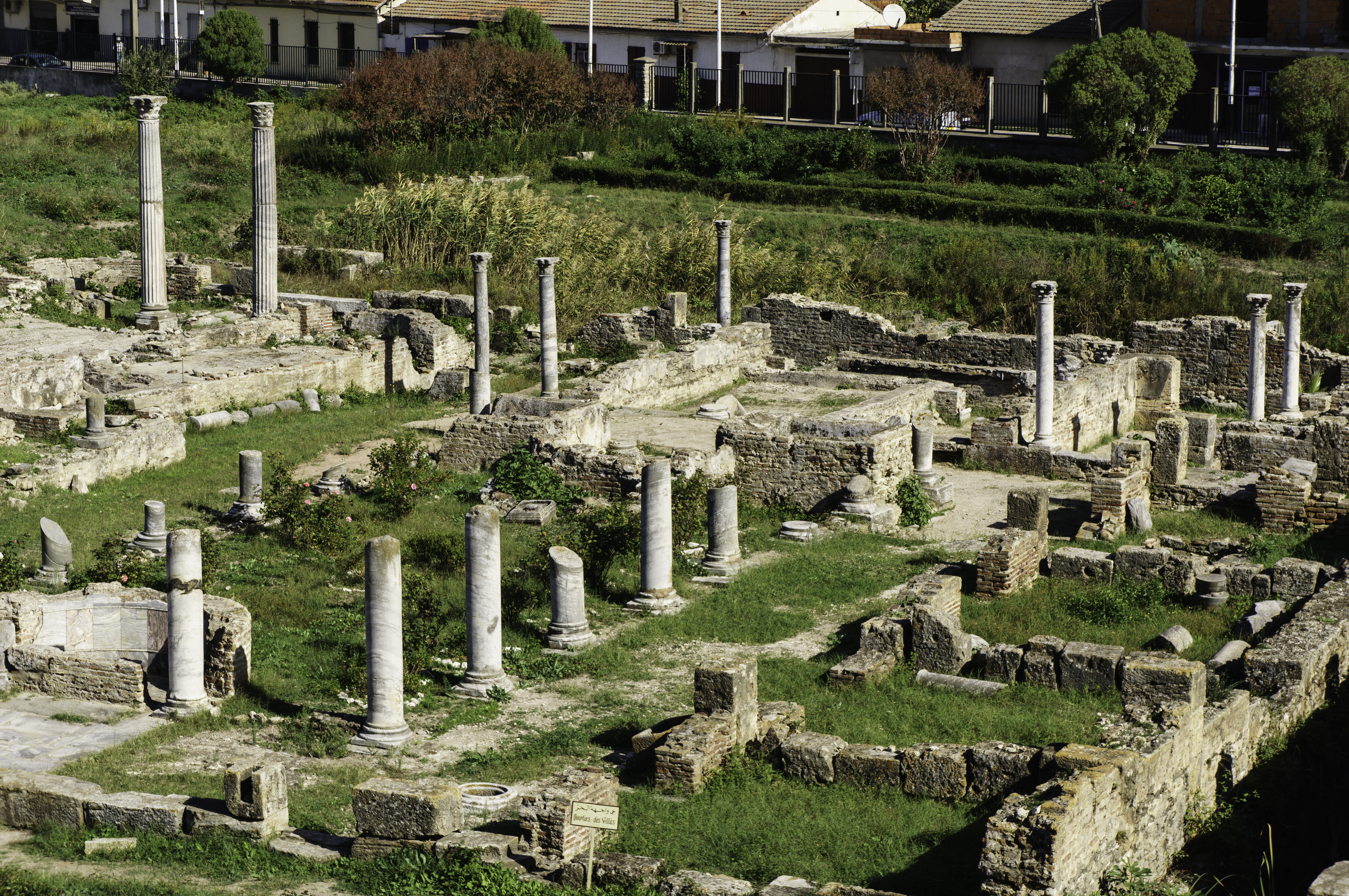
المدينة القديمة هيبون في عنابة.

وحسب كتاب كنعان العرب القدامى من كتاب المدن الفينيقية للدكتور وعالم الآثار اللبناني «محمد أبو المحاسن عصفر» المدرس بجامعة بيروت، ورد فيها ذِكر لأسماء المدن التي شيدها الكنعانيون في المغرب العربي التي من بينها هيبو ريجوس (عنابة) وغيرها بالرغم ان اغلب النقائش البونية تم نهبها فترة الإستعمار الفرنسي إلا ما بقيّ منها من فوانيس فخارية مع أن هذه الأخيرة لم تحظى بتنقيب جيد حول أساسات الجدار البونيقي وساحة الفوروم وهذا ما أشار إليه أيضا عالم الآثار الجزائري محمد غانم وصرح أنه لا يوجد اهتمام حقيقي بالتاريخ الفينيقي بالجزائر وكان المنقبون الفرنسيون يركزون خاصة على الحقبة الرومانية أو الحقبة النوميدية في محاولة منهم لطمس الجدور العربية للمنطقة، وهذا ما سنشهده اليوم ومستقبلا في ظل الحملة الشرسة للتزوير والتحريف حين بات التاريخ يُعالج ويكتب بنزعة إيدولوجية تغريبية هدفها فصل المشرق عن المغرب والدفع بأساطير وخرافات إبتلعها صغار العقول ونسجوا منها حضارات زائفة.
في القرن 5، أصبحت هيبون موطن المسيحية تحت أسقفية القديس أوغسطين، أسقف المدينة من 396 حتى وفاته في 430. ثم الاستلاء على هيبتون من قبل الوندال في 431 ثم من قبل البيزنطيين في 533. بعد سنوات طويلة من الركود، شهدت وصول الإسلام، وفي عام 705 أصبحت المدينة تحت حكم السلالات الإسلامية.
أنقاض هيبتون ذات قيمة أثرية كبيرة: المنطقة السكنية حيث توجد معظم الفسيفساء، الحي المسيحي حيث يقع كنيسة، الثرمي (حمامات ساخنة) والمنتدى.
في القرن 11، بني الصنهاجة مدينة مدينة زاوي، على مسافة ثلاثة كيلومترات، احتلها بضع سنوات من قبل الاسبان والفرنسيين في القرن 16. أصبحت هذه المدينة أكثر أهمية من هيبون، واستولى عليها الفرنسيون في عام 1832 وتم تسميتها بون، قبل أن تستأنف اسم عنابة خلال استقلال الجزائر.

## معرض صور

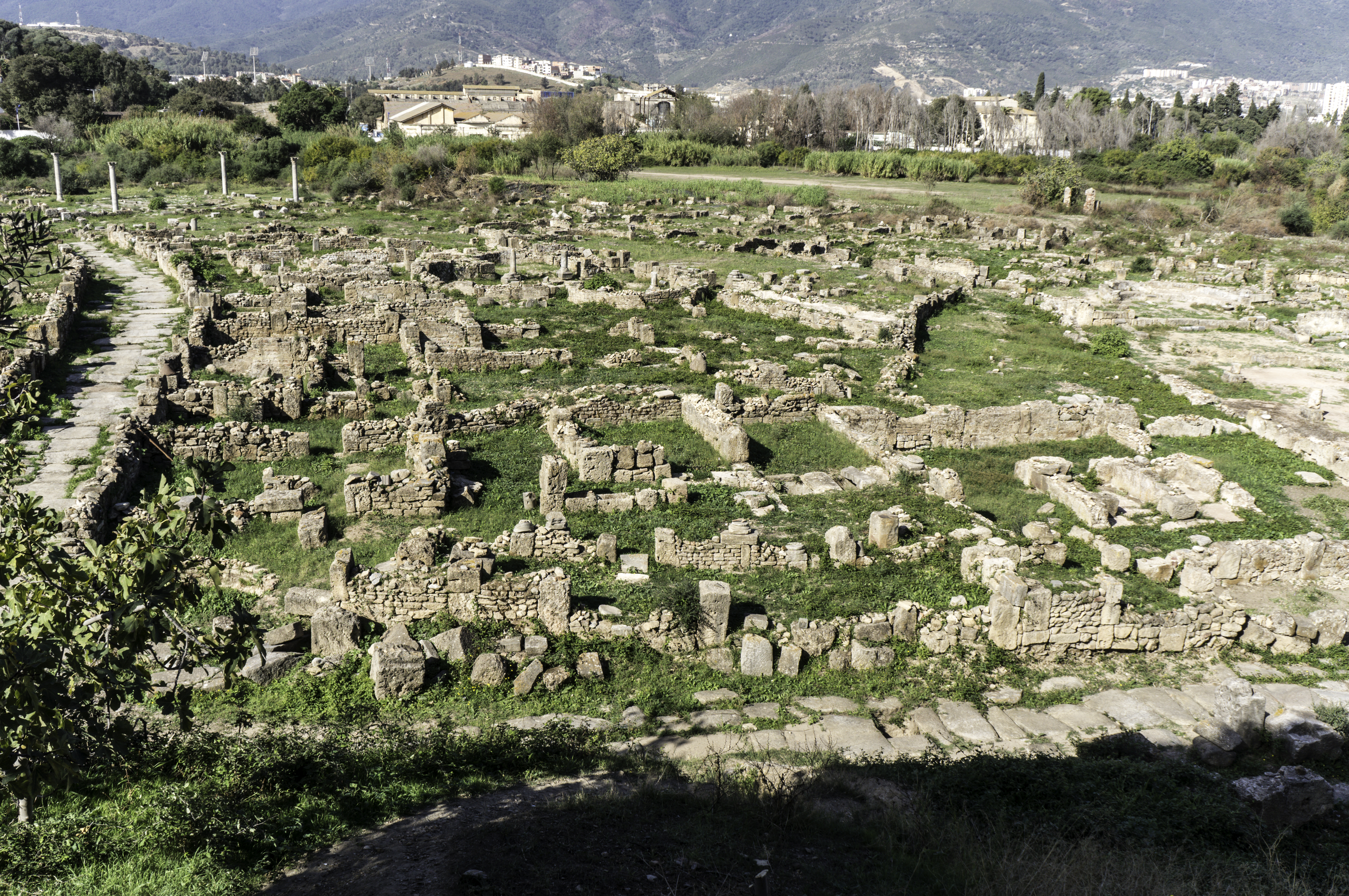
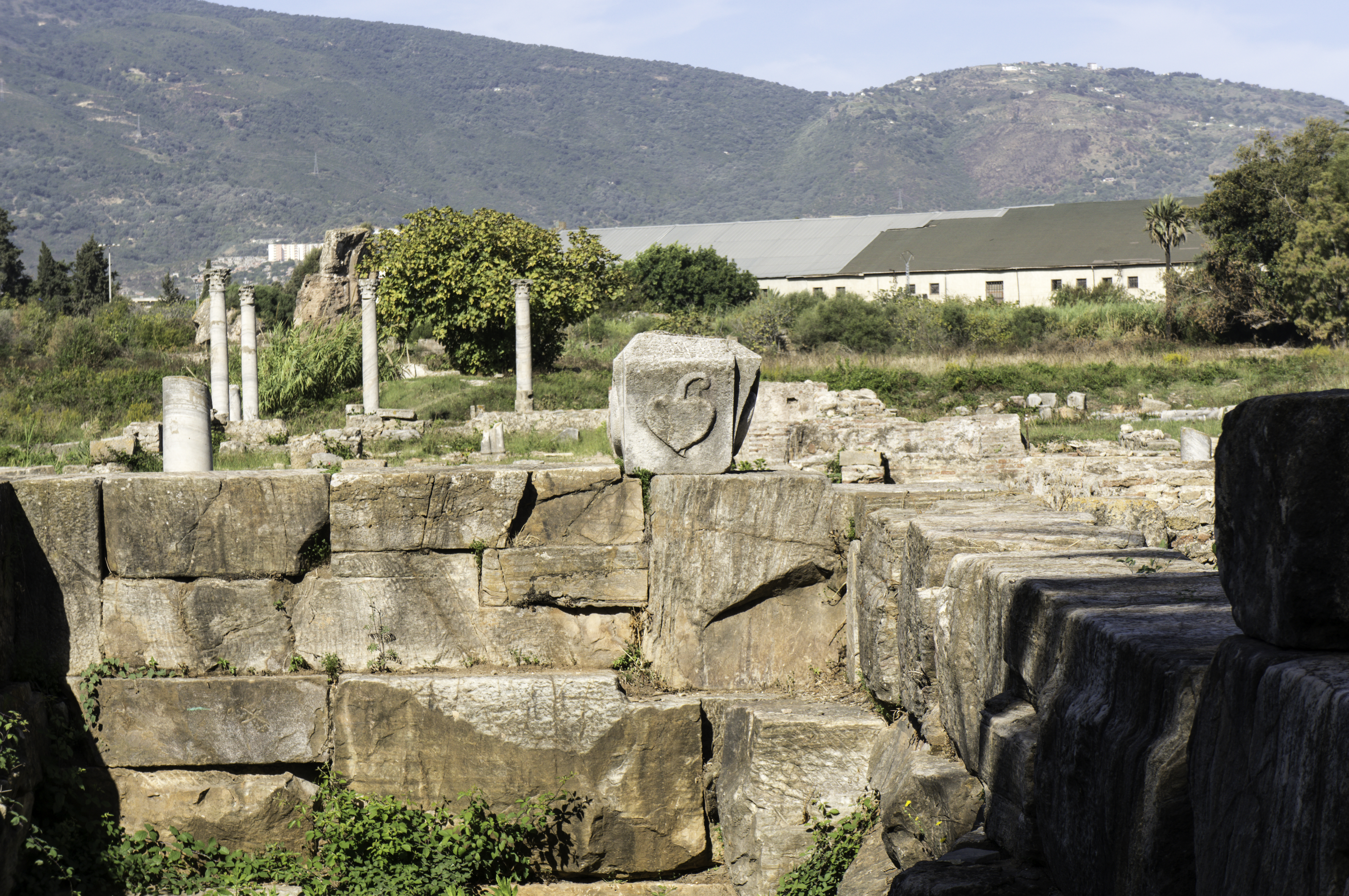
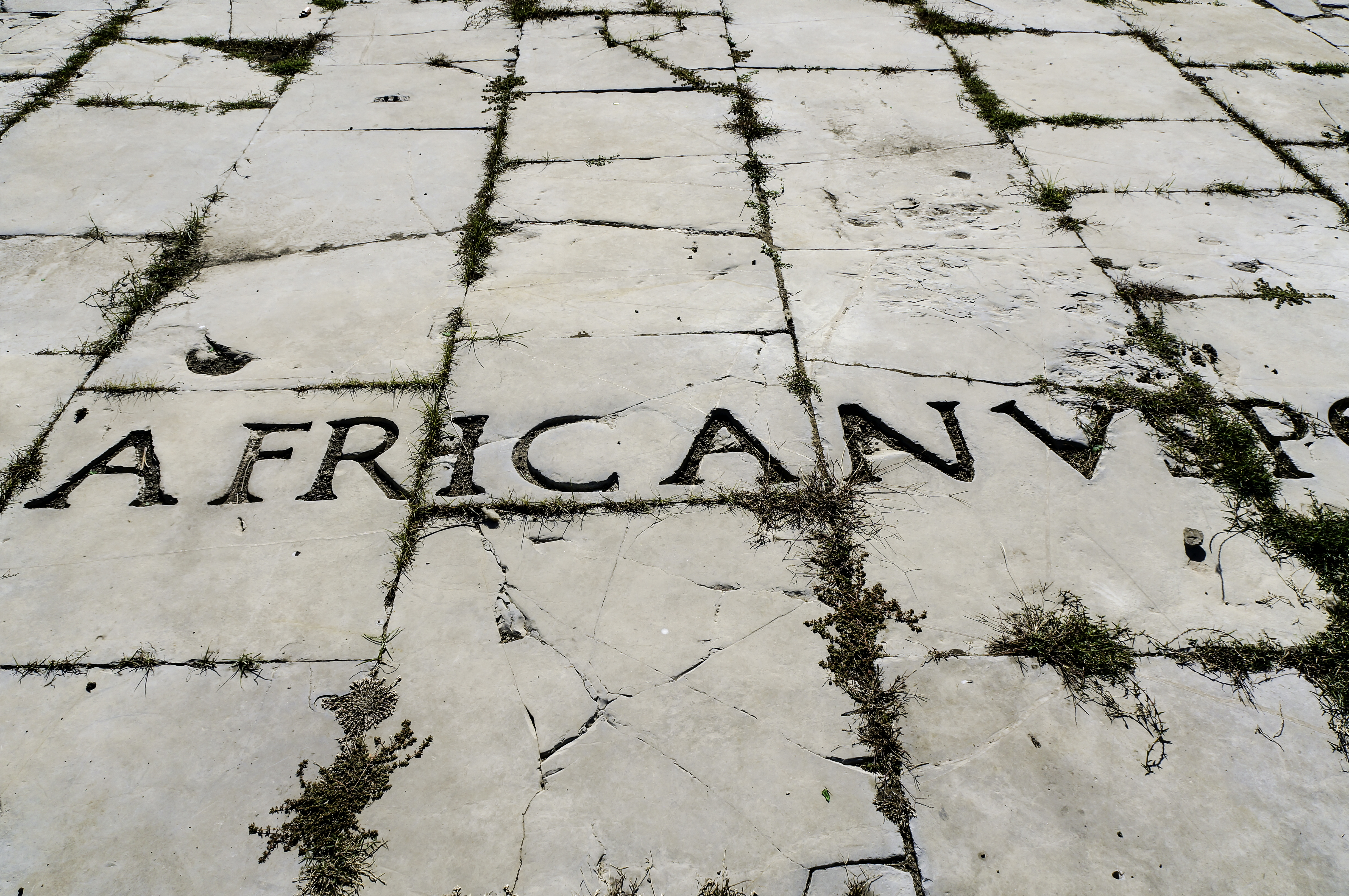
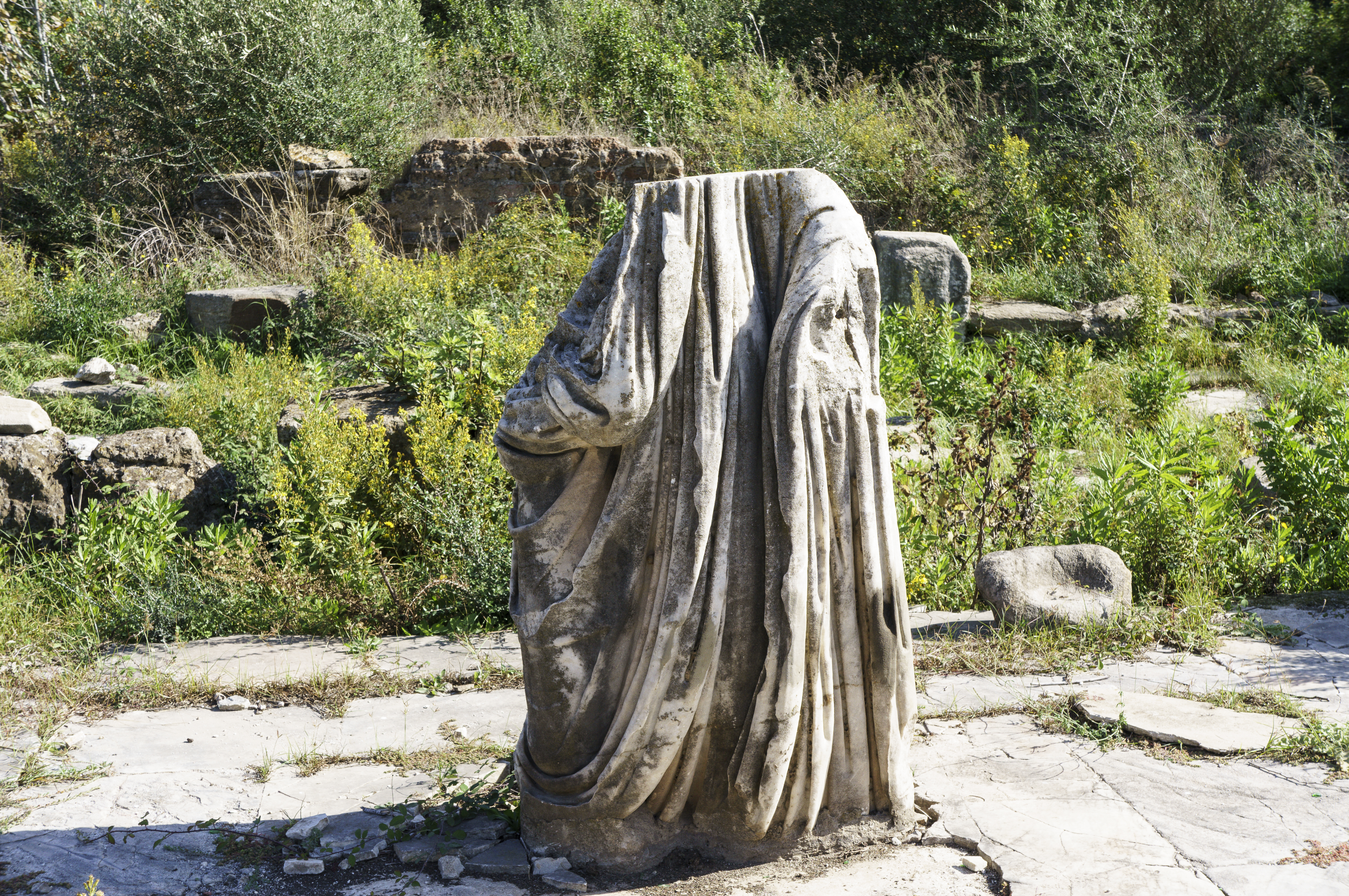
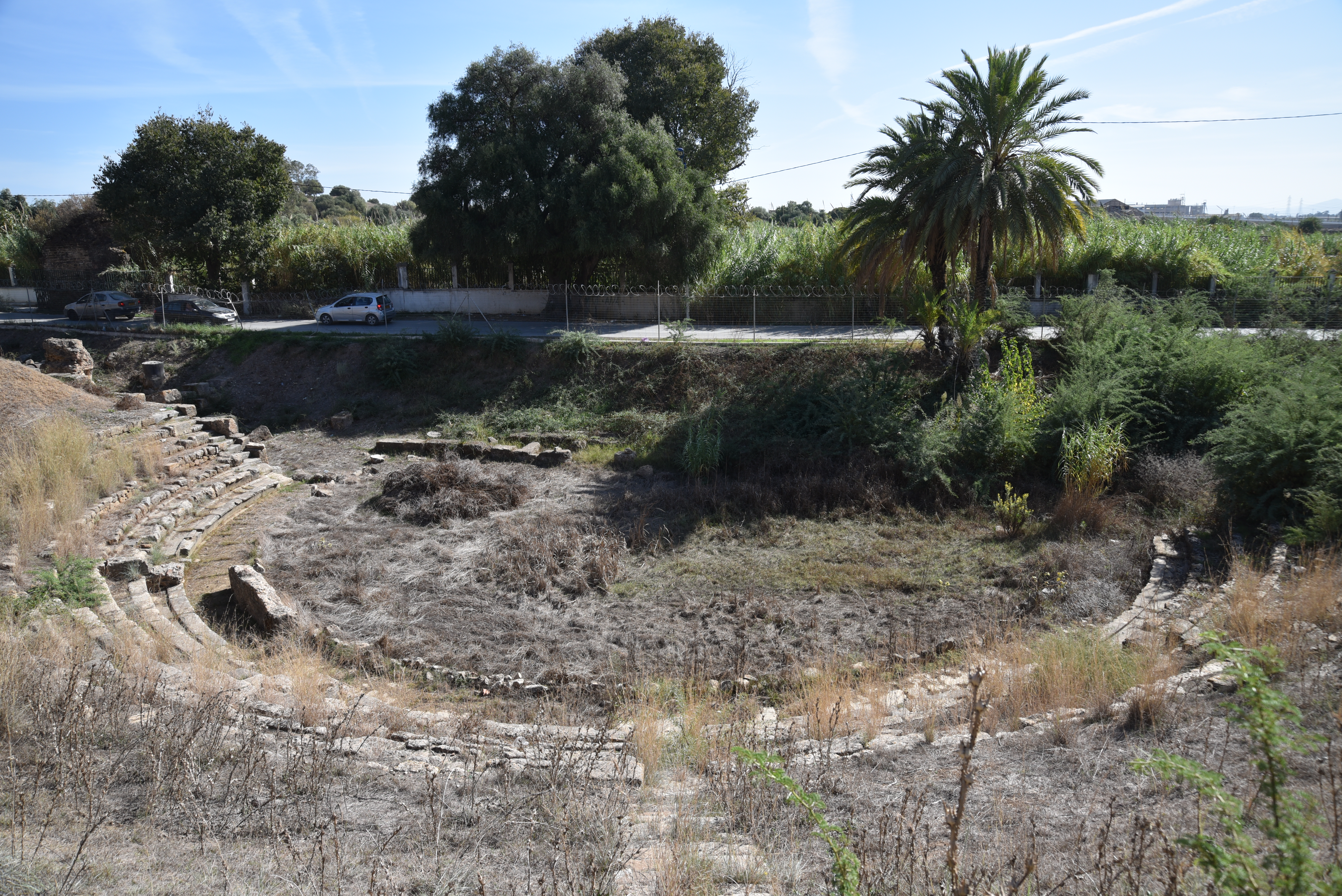
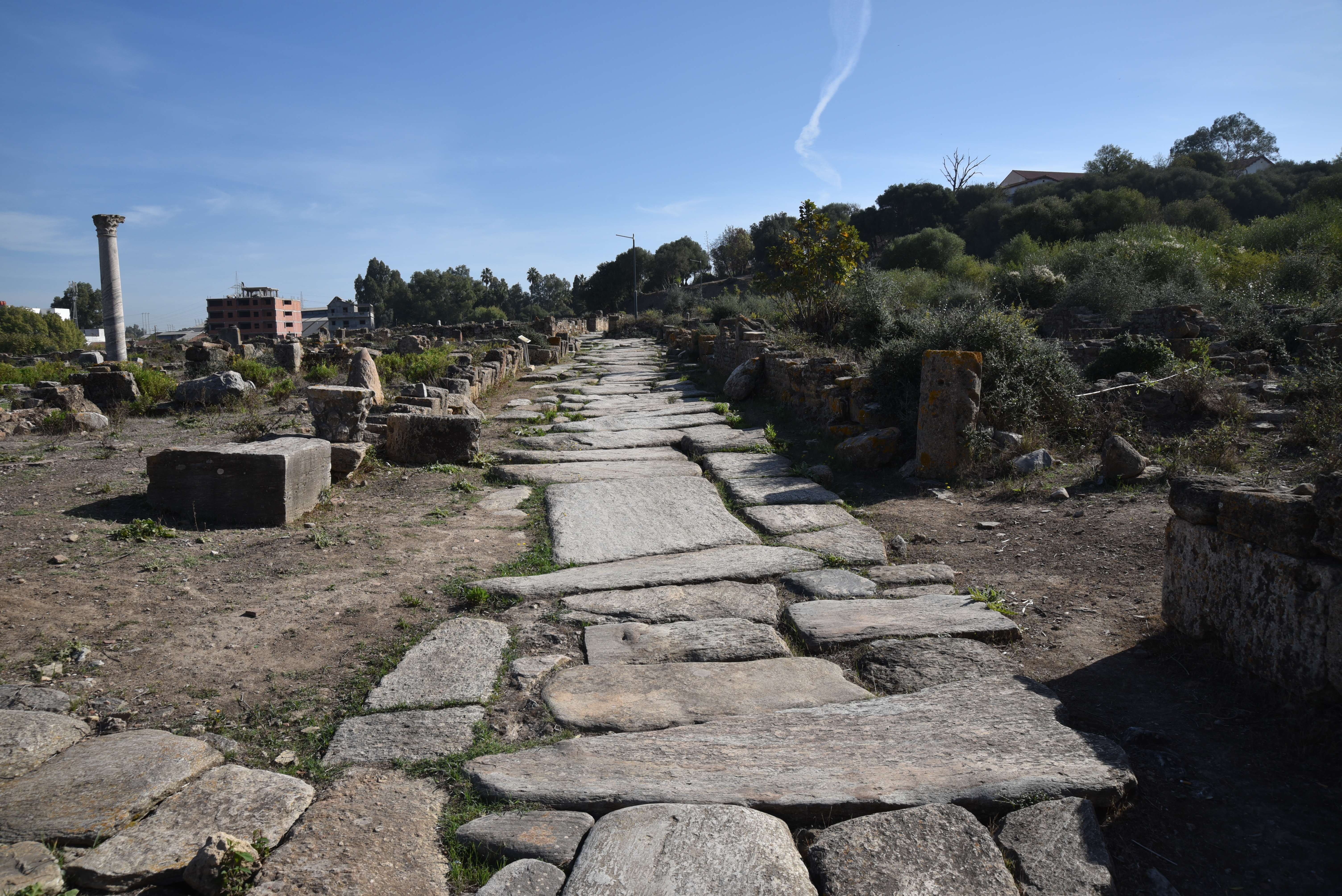
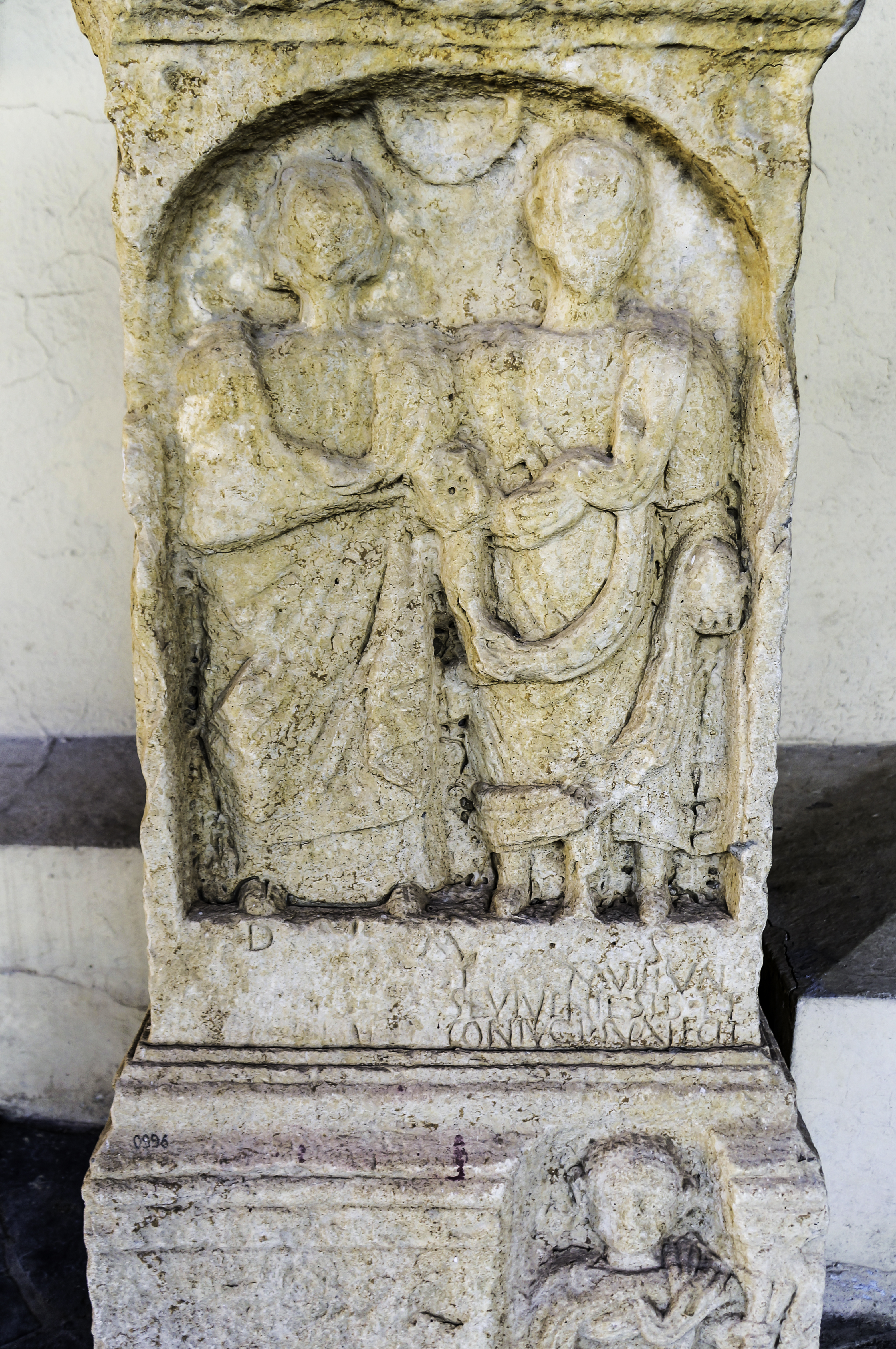